# دانشگاه دولتی چلیابینسک
دانشگاه دولتی چلیابینسک (به لاتین: Chelyabinsk State University) یک دانشگاه در روسیه است که در چلیابینسک واقع شده‌است.